# Escala de Fontainebleau
Atualmente existem numerosas escalas para classificar o nível de dificuldade das vias de escalada desportiva, as mais usadas e conhecidas são as de Fontainebleau (francesa) e de Hueco Tanks (norte-americana).
Estas escalas têm em consideração a dificuldade física e técnica ao longo da via.
Em baixo está uma tabela de conversão entre as duas escalas.
O limite das escalas não é este, quando esta tabela foi concebida era, mas já há registo de vias com dificuldades compreendidas entre o “8c+” e o “9a”  (escala de Fontainebleau), pois estas escalas são dinâmicas quanto ao seu limite.

## Tabela de conversão
| Fontainebleau | Hueco Tanks |
| ------------- | ----------- |
| III           | V1          |
| IV-/IV        | V2          |
| IV/IV+        | V3          |
| V-/V          | V4          |
| V/V+          | V5          |
| 6a/6a+/6b     | V6          |
| 6b+/6c/6c+    | V7          |
| 7a/7a+        | V8          |
| 7b/7b+        | V9          |
| 7c/7c+        | V10         |
| 8a            | V11         |
| 8a+           | V12         |
| 8b            | V14         |
| 8b+           | V15         |
| 8c            | V16         |